# La Tâche
La Tâche ist eine französische Gemeinde mit 106 Einwohnern (Stand 1. Januar 2022) im Département Charente in der Region Nouvelle-Aquitaine (vor 2016 Poitou-Charentes); sie gehört zum Arrondissement Confolens und zum Kanton Boixe-et-Manslois. Die Einwohner werden Tachois genannt. La Tâche heißt wörtlich übersetzt Die Aufgabe (im Sinne einer zu erledigenden Tätigkeit).

## Geographie
Die Gemeinde La Tâche liegt im Norden der Landschaft Angoumois, etwa 28 Kilometer nordnordöstlich von Angoulême. Umgeben wird La Tâche von den Nachbargemeinden Cellefrouin im Norden und Osten, Saint-Mary im Süden sowie Valence im Westen.

## Bevölkerungsentwicklung
| Jahr                       | 1962 | 1968 | 1975 | 1982 | 1990 | 1999 | 2011 | 2021 |
| Einwohner                  | 136  | 104  | 99   | 83   | 103  | 95   | 102  | 109  |
| Quellen: Cassini und INSEE |      |      |      |      |      |      |      |      |

## Sehenswürdigkeiten

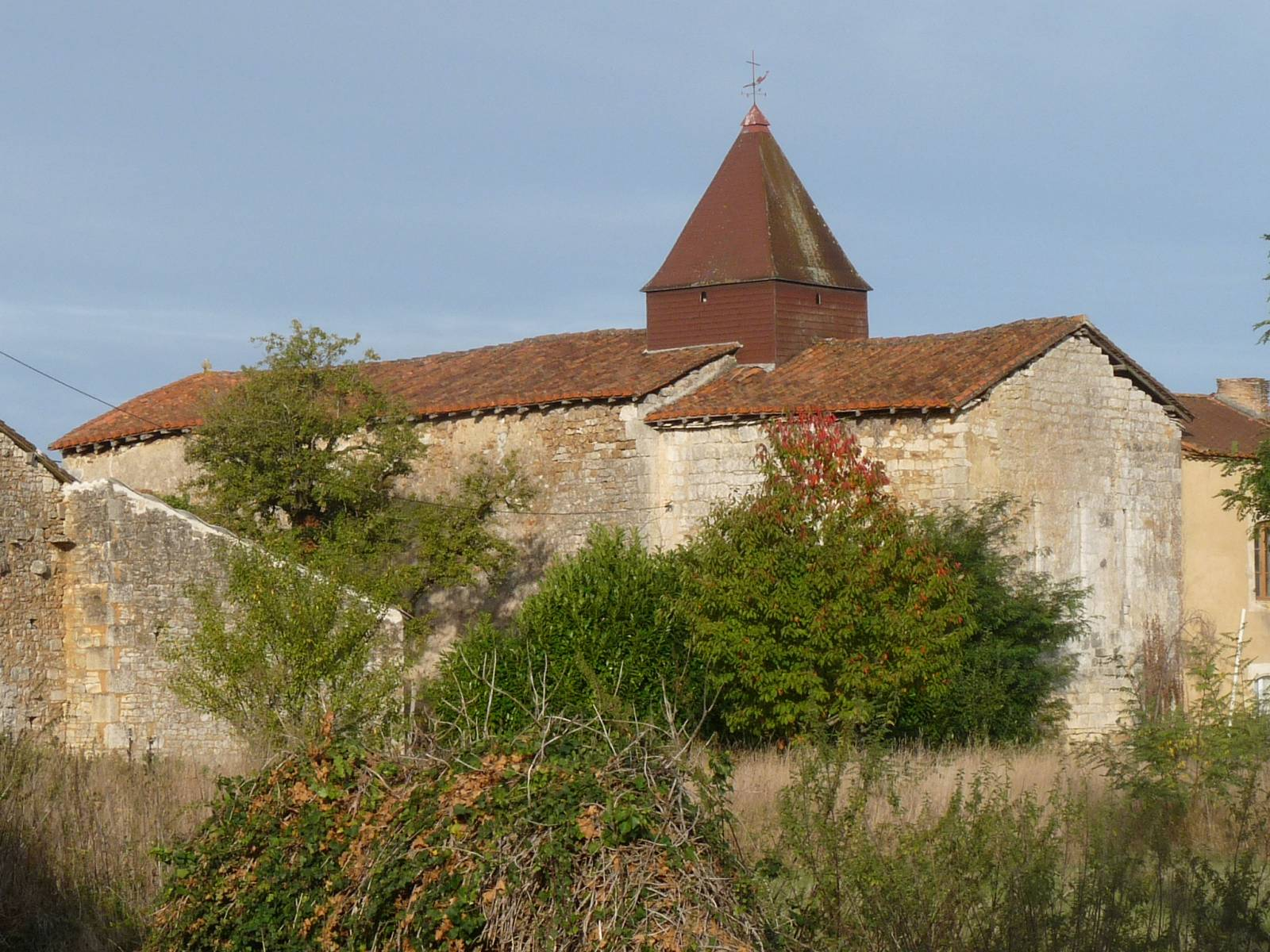
Kirche Saint-Jean-Baptiste

- Kirche Saint-Jean-Baptiste